# George Chow
Pour les articles homonymes, voir Chow.
George Chow (周烱華), né en Chine, est un homme politique canadien, membre du Nouveau Parti démocratique de la Colombie-Britannique (NPD). 
Il a été élu à l'Assemblée législative de la Colombie-Britannique lors des élections de 2017 avec le Nouveau Parti démocratique de la Colombie-Britannique pour représenter la circonscription de Vancouver-Fraserview. Il a été nommé ministre du Commerce. Avant cela, il a été élu pour deux mandats en tant que conseiller municipal de Vancouver avec le parti Vision Vancouver (en) en 2005 et en 2008. Avant sa carrière politique, il a travaillé chez BC Hydro pendant plus de 30 ans.